# 8295 Тосіфукусіма
8295 Тосіфукусіма (8295 Toshifukushima) — астероїд головного поясу, відкритий 26 жовтня 1992 року.
Тіссеранів параметр щодо Юпітера — 3,290.
Названо на честь Тосі Фукусіми (яп. とし・ふくしま тосі фукусіма).